# Comisión Knapp

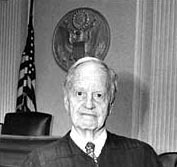
El juez Whitman Knapp

La Comisión para la Investigación de la presunta corrupción policial (conocida informalmente como la Comisión Knapp, en honor de su presidente Whitman Knapp) fue un panel de cinco miembros formado inicialmente en abril de 1970 por el alcalde de Nueva York John V. Lindsay para investigar la corrupción dentro de la policía de Nueva York (Estados Unidos). La creación de la comisión fue en gran parte resultado de la publicidad generada por las revelaciones públicas de corrupción policial hechas por el patrullero Frank Serpico y el sargento David Durk. La comisión confirmó la existencia de una corrupción generalizada e hizo una serie de recomendaciones.

## Miembros
En 1970, Mayor Lindsay nombró a los cinco miembros que prestarían servicio en la Comisión Knapp:
- Whitman Knapp, Presidente
- Arnold Bauman
- Franklin A. Thomas
- Cyrus Vance
- Joseph Monserrat[1]

## Investigación y audiencias públicas
Aunque la Comisión Knapp empezó sus investigaciones sobre la corrupción en el departamento de policía en junio de 1970, las audiencias públicas no comenzaron hasta el 18 de octubre de 1971. Además del testimonio de los “lamplighters” (faroleros), es decir, los soplones Serpico y Durk, se escucharon los testimonios de docenas de otros testigos, entre ellos el antiguo comisario de policía Howard R. Leary, patrulleros corruptos y víctimas de los abusos policiales. De 1970 a 1972, Michael F. Armstrong fue el jefe consejero de la comisión Knapp.
Como resultado inmediato de las declaraciones de los testigos, se pronunciaron acusaciones legales contra los agentes de policía corruptos. El comisario Patrick V. Murphy fue nombrado por el alcalde Alcalde Lindsay poco después de que se formase formó la comisión para limpiar el departamento, ejecutar comprobaciones de integridad proactivas y personales a gran escala, establecer turnos en los trabajos críticos, asegurarse de contar con los fondos suficientes para pagar a los informantes y acabar con los intentos de soborno de los ciudadanos.
El 15 de junio de 1972, Whitman Knapp, presidente de la Comisión Knapp, fue nombrado juez federal para el Distrito Sur de Nueva York por el presidente Richard M. Nixon.

## Recomendaciones
La comisión hizo público su informe preliminar el 15 de agosto de 1972 y publicó su informe final el 27 de diciembre del mismo año. En su informe final, la comisión declaraba haber encontrado una corrupción muy extendida en el Departamento de Policía de la ciudad de Nueva York y hacía las siguientes recomendaciones: 
- Los mandos deben ser responsables de los actos de sus subordinados.
- Los mandos deben presentar informes periódicos sobre los principales aspectos que puedan generar corrupción.
- Se deben nombrar oficiales de campo del departamento de Asuntos Internos en todas las comisarías.
- Se debía poner informantes de incógnito en todas las comisarías.
- Mejorar los métodos de selección y cribado, y los demás estándares.
- Un cambio en la actitud policial.

### “Grass Eaters” y “Meat Eaters”
El Informe de la Comisión Knapp sobre la Corrupción Policial identificó dos clases particulares de agentes corruptos, a los que denominó “hervíboros” (Grass Eaters) y “carnívoros” (Meat Eaters). Esta clasificación se refiere a la pequeña corrupción cometida bajo la presión de los compañeros (o “comer hierba”) y la corrupción más importante, agresiva y premeditada (o “comer carne”).
Se utiliza el término “herbívoros” para describir a los oficiales de policía que “aceptan prebendas y solicitan entre cinco y veinte dólares a los contratistas, operadores de grúa, jugadores y similares, pero que no solicitan pagos corruptos de forma habitual”. Una importante cantidad de agentes son culpables de “comer hierba”, pero es algo que han aprendido de otros policías o de los delincuentes a los que vigilan e investigan cada día. La comisión concluyó incluso que “comer hierba” era el modo en que los agentes de policía de la ciudad de Nueva York demostraban su lealtad a la hermandad y que con ello se conseguían incentivos como trabajos adicionales. Uno de los métodos para evitar que los policías se vuelvan corruptos es retirar a los policías veteranos que se dedican a ello: si no hay policías veteranos de los que aprender este método, los nuevos agentes podrán decidir no tomar nunca parte en ello. 
Los “carnívoros” son agentes que “emplean mucho tiempo a la búsqueda agresiva de situaciones que pueden explotar para obtener un beneficio económico”. Un ejemplo de esto es el acoso a prostitutas y traficantes de droga para obtener dinero, no solo buscando el provecho material de los agentes, sino también el alivio de su propia culpabilidad, convenciéndose a sí mismos de que sus víctimas merecen un trato semejante. Justifican el sacar provecho de este tipo de delincuentes porque se les considera "lo más bajo de la sociedad”.

## Otras lecturas
- Armstrong, M. (2012). They Wished They Were Honest: The Knapp Commission and New York City Police Corruption. New York: Columbia University Press ISBN 978-0231153546
- Barker, T. (1978). An Empirical Study of Police Deviance Other Than Corruption. Journal of Police Science and Administration 6(3): 264-72.
- Barker, T. & D. Carter (1990). Fluffing Up the Evidence and Covering Your Ass: Some Conceptual Notes on Police Lying. Deviant Behavior 11: 61-73.
- Barker, T. & D. Carter (Eds.) (1994). Police Deviance. Cincinnati: Anderson. ISBN 978-0-87084-714-1
- Braziller, G. (Ed.) (1972). The Knapp Commission Report on Police Corruption. New York: George Braziller. Chin, G. (Ed.) (1997) New York City Police Corruption Investigation Commissions. New York: William S. Hein & Co. ISBN 978-1-57588-211-6
- Chin, G. and Scott Wells, The "Blue Wall of Silence" as Evidence of Bias and Motive to Lie: A New Approach to Police Perjury, 59 University of Pittsburgh Law Review 233 (1998). DeLattre, E. (5th ed. 2006) Character and Cops: Ethics in Policing. Washington DC: AEI Press. ISBN 978-0-8447-4217-5
- Dershowitz, A. (1996). Reasonable Doubts. New York: Simon & Schuster.
- Kania, R. & W. Mackey (1977). Police Violence as a Function of Community Characteristics Criminology 15: 27-48.
- Kappeler, V., R. Sluder & G. Alpert (1994). Forces of Deviance: Understanding the Dark Side of Policing. Prospect Heights, IL: Waveland Press.
- Kleinig, J. (1996) The Ethics of Policing. New York: Cambridge Univ. Press.
- Knapp Commission Records, Lloyd Sealy Library Special Collections, John Jay College of Criminal Justice (visualización solo bajo cita previa)
- Robert Daley (1973). Target Blue, An Insider's View of the N.Y.P.D. New York: Delacorte Press.
- Sherman, L. (1974). Police Corruption: A Sociological Perspective. Garden City, NJ: Doubleday.
- Trautman, N. (1997). The Cutting Edge of Police Integrity. FL: Ethics Inst.